# Miriti
El miriti (miriti, miriti tapuyo, miriti-tapuia, mirity-tapuya, neenoá) és una llengua ameríndia actualment extingida que pertanyia a la família lingüística de les llengües tucanes, parlada per la gent del mateix nom, que viu als municipis de Pari Cachoeira i Tarakua de l'estat de l'Amazones (Brasil). Tenia 95 parlants el 1988, però actualment tots ells parlen dahseyé.